# Anaxímenes (cràter)

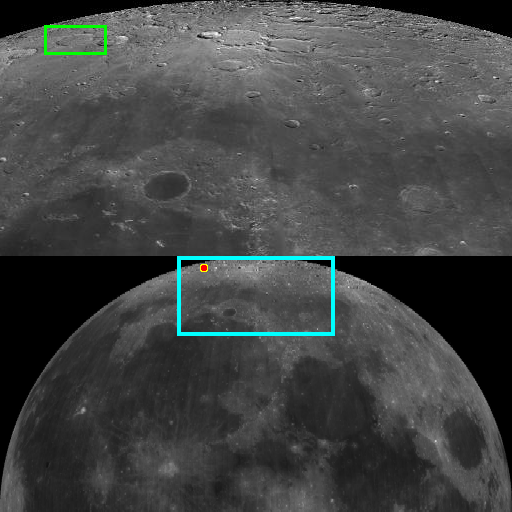
Localització d'Anaxímenes

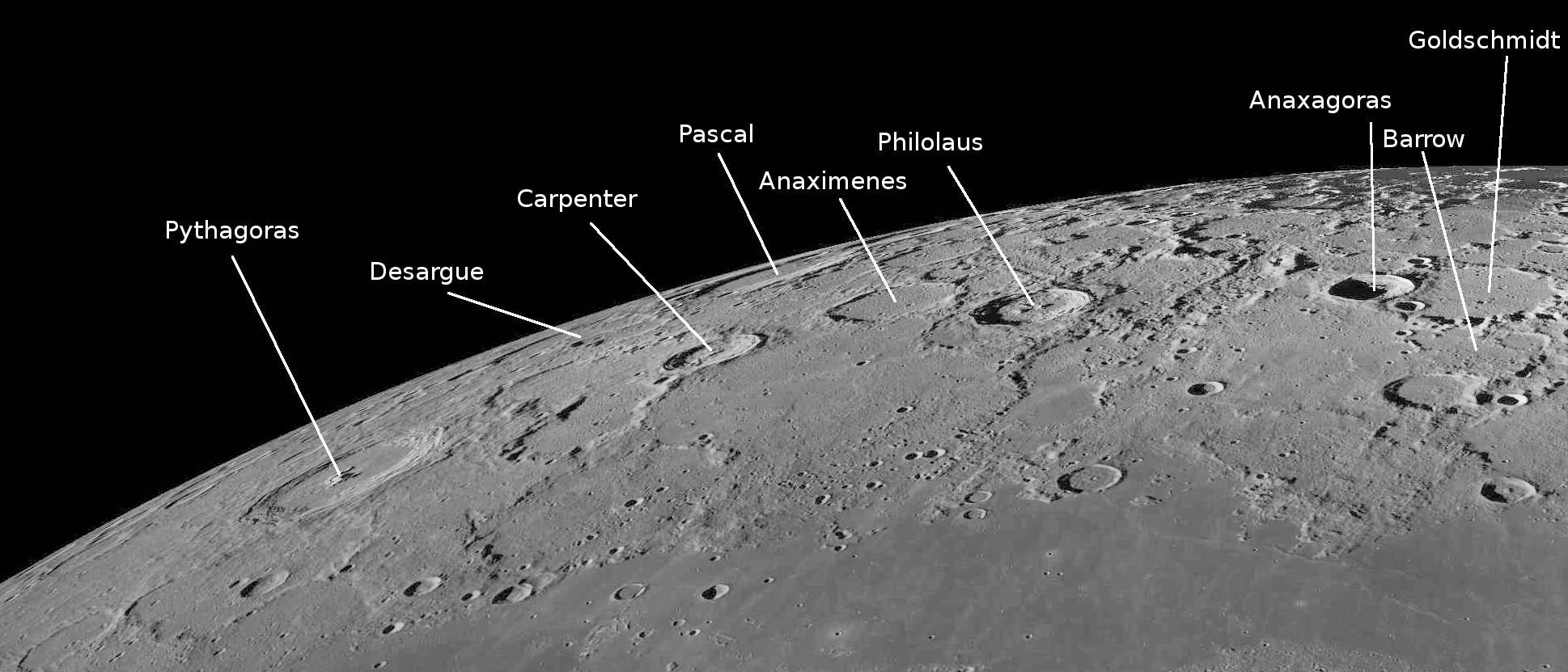
Cràters propers al limbe lunar

Anaxímenes (Ἀναξιμένης en grec) és un cràter d'impacte de vora baixa, situat prop del limbe nord-nord-oest de la Lluna. Jeu a l'oest del cràter Filolau i al nord-est de Carpenter. Al nord-oest es troba Poncelet, prop del límit de la superfície de la Lluna visible des de la Terra.

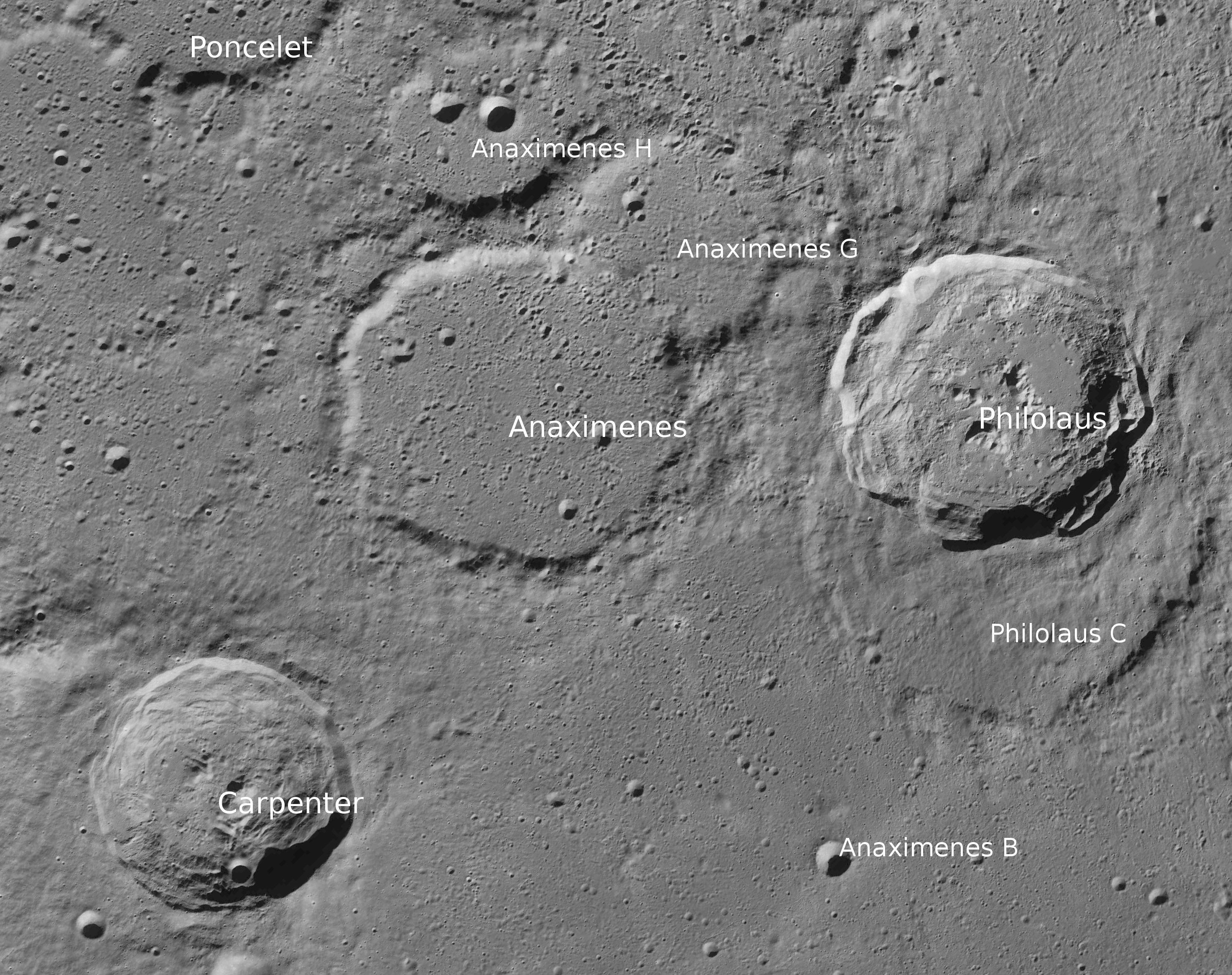
Entorn d'Anaxímenes. Fotografia de la missió LRO

La vora exterior d'Anaxímenes ha estat erosionat i desgastat en un anell de crestes aproximadament circular. La vora és més baix en el costat nord-est, on Anaxímenes se superposa parcialment amb el seu cràter satèl·lit igualment desgastat Anaxímenes G. També hi ha talls baixos al sud-est, on el cràter està unit a una extensió plana sense nom propi de la superfície lunar.
El sòl interior d'Anaxímenes és relativament pla si es compara amb la terreny lunar típica. La superfície interna està marcada per una multitud de petits cràters de diverses dimensions (el més notable té un diàmetre d'uns 2-3 quilòmetres).

## Cràters satèl·lit
Per convenció aquests elements són identificats en els mapes lunars posant la lletra en el costat del punt central del cràter que està més proper a Anaxímenes.
|            | \| Anaxímenes \| Coordenades \| Diàmetre \| \| ---------- \| ------------------------------------ \| -------- \| \| B \| 68° 48′ N, 37° 54′ O / 68.8°N,37.9°O \| 9 km \| \| E \| 66° 30′ N, 31° 24′ O / 66.5°N,31.4°O \| 10 km \| \| G \| 73° 48′ N, 40° 24′ O / 73.8°N,40.4°O \| 56 km \| \| H \| 74° 36′ N, 45° 18′ O / 74.6°N,45.3°O \| 43 km \| |          |
| Anaxímenes | Coordenades | Diàmetre |
| B          | 68° 48′ N, 37° 54′ O / 68.8°N,37.9°O | 9 km     |
| E          | 66° 30′ N, 31° 24′ O / 66.5°N,31.4°O | 10 km    |
| G          | 73° 48′ N, 40° 24′ O / 73.8°N,40.4°O | 56 km    |
| H          | 74° 36′ N, 45° 18′ O / 74.6°N,45.3°O | 43 km    |